# Cuiciuna amoenoides
Cuiciuna amoenoides är en skalbaggsart som först beskrevs av Fisher 1938.  Cuiciuna amoenoides ingår i släktet Cuiciuna och familjen långhorningar. Inga underarter finns listade i Catalogue of Life.